# فنول‌دوپام
فنول‌دوپام مسیلات (انگلیسی: Fenoldopam) (Corlopam) یک دارو و مشتق بنزازپین مصنوعی است که به عنوان یک آگونیست جزئی گیرنده D1 عمل می‌کند. فنولدوپام به عنوان یک عامل ضد فشار خون استفاده می‌شود. در سپتامبر ۱۹۹۷ توسط سازمان غذا و داروی آمریکا (FDA) تأیید شد.

## کاربرد
فنول‌دوپام به عنوان یک عامل ضد فشار خون پس از عمل و همچنین به صورت داخل وریدی (IV) برای درمان بحران فشار خون بالا به کار می‌رود. از آنجایی که فنول‌دوپام یک داروی داخل وریدی با حداقل اثرات آدرنرژیک است که پرفیوژن کلیوی را بهبود می‌بخشد، از نظر تئوری می‌تواند در بیماران مبتلا به فشار خون همراه با بیماری مزمن کلیوی مفید باشد. می‌تواند باعث تاکی کاردی رفلکس شود، اما بستگی به تزریق دارو دارد.

## فارماکولوژی
فنول‌دوپام با فعال کردن گیرنده‌های D1 محیطی باعث اتساع عروق شریانی/شریانی می‌شود که منجر به کاهش فشار خون می‌شود. این کار پس از بارگیری را کاهش می‌دهد و همچنین باعث افزایش دفع سدیم از طریق گیرنده‌های دوپامین خاص در امتداد نفرون می‌شود. اثر کلیوی فنول‌دوپام و دوپامین ممکن است شامل تضاد فیزیولوژیکی سیستم رنین-آنژیوتانسین در کلیه باشد. برخلاف دوپامین، فنول‌دوپام یک آگونیست انتخابی گیرنده D1 است که تأثیری بر گیرنده‌های بتا آدرنرژیک ندارد، اگرچه شواهدی وجود دارد که نشان می‌دهد ممکن است مقداری فعالیت آنتاگونیست گیرنده آلفا-۱ و آلفا-۲ آدرنرژیک داشته باشد. تحریک گیرنده D1 آدنیلیل سیکلاز را فعال می‌کند و AMP حلقوی داخل سلولی را افزایش می‌دهد و در نتیجه باعث گشاد شدن عروق بیشتر بسترهای شریانی از جمله شریان‌های کلیوی، مزانتریک و کرونر می‌شود. باعث کاهش مقاومت عروقی سیستمیک شود. فنول‌دوپام شروع اثر سریع (۴ دقیقه) و مدت اثر کوتاه (کمتر از ۱۰ دقیقه) و رابطه خطی دوز-پاسخ در دوزهای بالینی معمول دارد.

## اثرات جانبی
عوارض جانبی عبارتند از سردرد، گرگرفتگی، حالت تهوع، فشار خون پایین، تاکی‌کاردی رفلکس و افزایش فشار داخل چشم.

## موارد منع مصرف، هشدارها و اقدامات احتیاطی
فنول‌دوپام مزیلات حاوی متابی سولفیت سدیم است، سولفیتی که به ندرت ممکن است باعث واکنش‌های آلرژیک از جمله علائم آنافیلاکتیک و آسم در افراد مستعد شود. تجویز فنول‌دوپام مزیلات باید در بیماران مبتلا به گلوکوم یا افزایش فشار داخل چشم با احتیاط انجام شود زیرا فنول‌دوپام فشار درون چشم را افزایش می‌دهد. در صورت امکان از مصرف همزمان فنول‌دوپام با بتا بلاکر باید اجتناب شود، زیرا افت فشار خون غیرمنتظره می‌تواند ناشی از مهار تاکی‌کاردی رفلکسی با واسطه سمپاتیک در پاسخ به فنول‌دوپام باشد.